# Йона Косашвілі
Йона Косашвілі (нар. 3 липня 1970, Тбілісі) – ізраїльський шахіст грузинського походження, гросмейстер від 1994 року.

## Шахова кар'єра
1972 року емігрував з батьками до Ізраїлю. 1986 року вперше взяв участь у фіналі чемпіонату Ізраїлю. 1989 року поділив 1-ше місце (разом з Іштваном Чомом) у Тель-Авіві. Через рік представляв свою країну на чемпіонаті світу серед юніорів до 20 років у Сантьяго. У 1992 році одноосібно виграв у Тель-Авіві (турнір B), а в 1993-му - в Рішон-ле-Ціоні. Рік по тому поділив у цьому місті 1-ше місце (разом з Єгудою Грюнфельдом, попереду Олександра Черніна). У 1995 році досягнув одного з найбільших успіхів в кар'єрі, здобувши перемогу на сильному турнірі за запрошення у Хайфі (попереду, зокрема, Сергія Долматова, Леоніда Юдасіна, Петра Свідлера, Володимира Акопяна, Іллі Сміріна, Лева Псахіса, Вадима Мілова і Михайла Гуревича). У 1996 і 1997 роках двічі виступив у Гаазі у матчах людей проти комп'ютерів, другого разу виграв усі 6 партій і став найкращим учасником цієї зустрічі. Відтоді значною мірою скоротив виступ у шахових турнірах, обмеживши їх до участі у командних змаганнях в Ізраїлі та Нідерландах. У 1990 і 1998 роках представляв Ізраїль на шахових олімпіадах, на другій з яких завоювавши срібну медаль в особистому заліку на 6-й шахівниці. 2002 року досягнув ще одного успіху, перемігши (разом з Віктором Корчним) на турнірі за швейцарською системою у Віллемстаді.
Найвищий рейтинг Ело в кар'єрі мав станом на 1 липня 1995 року, досягнувши 2580 очок займав тоді 93-тє місце в світовому рейтинг-листі ФІДЕ, одночасно займаючи 5-те місце серед ізраїльських шахістів.

## Особисте життя
Йона Косашвілі професійний медик (ортопед). Його дружиною є одна з сестер Полгар, Софія.

## Зміни рейтингу
| На цьому місці має відображатися графік чи діаграма, однак з технічних причин його відображення наразі вимкнено. Будь ласка, не видаляйте код, який викликає це повідомлення. Розробники вже працюють для того, щоби відновити штатне функціонування цього графіка або діаграми. | |
| | На цьому місці має відображатися графік чи діаграма, однак з технічних причин його відображення наразі вимкнено. Будь ласка, не видаляйте код, який викликає це повідомлення. Розробники вже працюють для того, щоби відновити штатне функціонування цього графіка або діаграми. |